# Ohn no khao swè
Ohn no khao swè (tiếng Miến Điện: အုန်းနို့ခေါက်ဆွဲ; MLCTS: un: nui. hkauk hcwai:; IPA: [ʔóʊɰ̃ no̰ kʰaʊʔ sʰwɛ́]) là một món ăn của người Myanmar bao gồm mì sợi làm từ lúa mì với cà ri gà nấu kèm nước cốt dừa đặc với bột mì (đậu xanh bột mì). Món này thường được tô điểm bằng loại đậu rán giòn, hành sống thái mỏng, ớt, mì giòn, lát trứng luộc, chấm với chanh hoặc nước chanh và nước mắm.
Người Myanmar còn chế ra dạng mì khô của món này gọi là shwedaung khao swe (ရွှေတောင်ခေါက်ဆွဲ), thành phần chính bao gồm mì trứng trộn với cà ri gà nấu bằng nước thịt cốt dừa.
Ohn no khao swè giống với các món mì nước cốt dừa khác ở Đông Nam Á, bao gồm món laksa của Malaysia và khao soi của Chiang Mai và Luang Prabang. Món khow suey của người Ấn Độ và món khausa của người Pakistan đều bắt nguồn từ món ohn no khao swè của người Myanmar, có khả năng trùng hợp với cuộc di cư hàng loạt của người Myanmar gốc Ấn vào những năm 1960 quay trở lại vùng Nam Á, và vẫn còn là một món ăn phổ biến ở miền Đông Ấn Độ.